# Sargón I de Asiria
Sargón I fue un rey de Assur (hacia 1845 a. C.) del período paleoasirio.
Hijo y sucesor del rey Ikunum, según indica la Crónica real asiria y el propio cilindro-sello del monarca. Realizó trabajos de construcción en las murallas de Assur y en el templo de Ishtar de la misma ciudad. Mantuvo contactos con Capadocia, especialmente con la ciudad de Kanish.
Le sucedió su hijo Puzur-Assur II, tras un reinado de cinco años.
Este personaje no ha de ser confundido con su homónimo Sargón I de Akkad, cinco siglos anterior.

| Predecesor: Ikunum | Rey de Asiria hacia 1845 a. C. | Sucesor: Puzur-Assur II |